# 烏帕塔 (委內瑞拉)

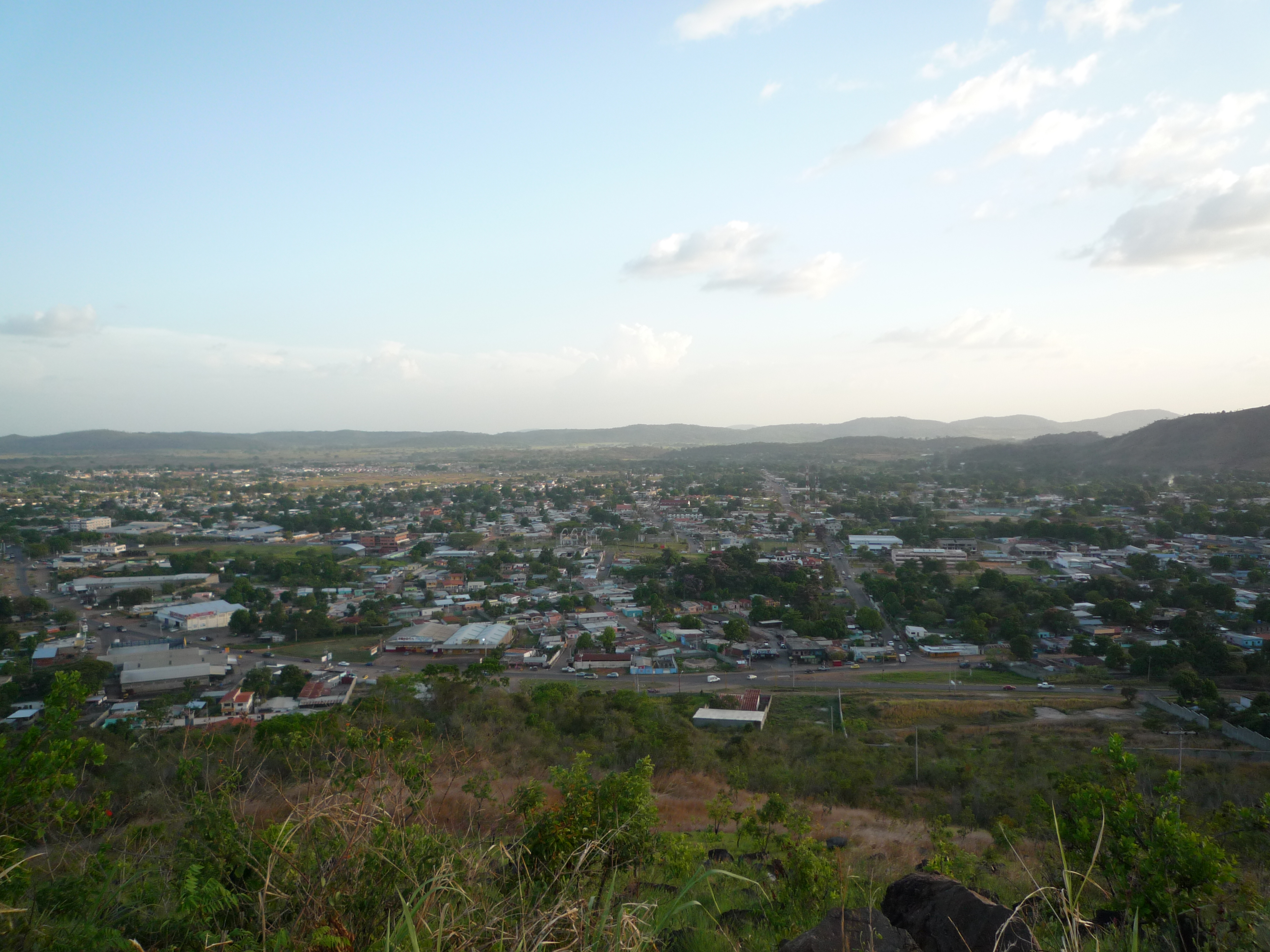

烏帕塔是委內瑞拉的城市，由玻利瓦爾州負責管轄，位於該國東北部，始建於1762年7月7日，面積1,930平方公里，海拔高度350米，主要經濟活動有農業和畜牧業，2001年人口168,856。